# Michael Anderson
Michael Philip Anderson (25. prosince 1959 v Plattsburghu, stát New York, USA – 1. února 2003 nad Texasem) byl americký fyzik, astronom, vojenský letec a astronaut, který zahynul na palubě raketoplánu Columbia.

## Životopis
Střední školu absolvoval v roce 1977 na Cheney High School v Cheney ve státě Washington. Poté pokračoval ve studiu na universitě University of Washington se zaměřením na fyziku a astronomii, kterou zdárně ukončil v roce 1981. V letech 1986 až 1994 byl vojenským pilotem na několika amerických základnách. V roce 1990 ukončil studium na Creighton University.
Do Johnsonova výcvikového střediska JSN v Houstonu se dostal v roce 1994. Zde prodělal dvouletý výcvik astronautů NASA a byl zařazen do jejich stálého týmu v roce 1996. Po dvou letech pak do vesmíru odstartoval poprvé.

## Lety do vesmíru
Poprvé letěl na raketoplánu Endeavour ve svých 39 letech, byla to osmidenní mise STS-89 se Spacelabem na palubě. Posádku tvořilo 7 astronautů: Terrence Wilcutt, Joe Edwards, Bonnie Dunbarová, James Reilly, Saližan Šaripov z Ruska, Andrew Thomas a Michael Anderson, který zde zastával post letového specialisty. Raketoplán odstartoval z rampy 39A na mysu Canaveral v lednu 1998, spojil se s orbitální stanicí Mir, kam přivezl zásoby vody a potravin. Ponechal zde ze své posádky Andrewa Thomase a na Zem odvezl z Miru Davida Wolfa, který tam pracoval 128 dní. Přistání bylo opět na mysu Canaveral.
Podruhé letěl za pět let. Raketoplán Columbia odstartoval z mysu Canaveral v půli ledna 2003 bez problémů. Na palubě bylo sedm astronautů: Richard Husband, Michael Anderson, Kalpana Chawlaová, David Brown, Laurel Clarková, Ilan Ramon z Izraele a William McCool. Během letu provedli 80 různých experimentů. Úspěch mise se však proměnil v katastrofu, když se nad Texasem během přistávacího manévru v atmosféře raketoplán rozpadl a celá posádka zahynula (více viz heslo Havárie raketoplánu Columbia).
Michael Anderson zemřel ve věku 43 roků, je registrován jako 370. člověk ve vesmíru, kde strávil 24 dní.
- STS-89 Endeavour (start 23. ledna 1998, přistání 31. ledna 1998)
- STS-107 Columbia (start 16. ledna 2003, přistával 1. února 2003)

## Ocenění, pocty
- byla po něm pojmenována planetka (51824) Mikeanderson
- byl po něm pojmenován jeden z vrcholů pohoří Columbia Hills na Marsu – Anderson Hill